# Zsolt Laczkó
Zsolt Laczkó (Szeged, Hungría, 18 de diciembre de 1986) es un futbolista húngaro que se desempeña como extremo izquierdo y actualmente juega en la UC Sampdoria.

## Clubes
| Club            | País       | Año         | Partidos | Goles |
| Ferencvárosi TC | Hungría    | 2004 - 2007 | 57       | 14    |
| Levadiakos FC   | Grecia     | 2007        | 7        | 0     |
| Leicester City  | Inglaterra | 2008        | 9        | 0     |
| Vasas SC        | Hungría    | 2008 - 2009 | 23       | 0     |
| Debreceni VSC   | Hungría    | 2009 - 2011 | 35       | 2     |
| UC Sampdoria    | Italia     | 2011 -      | 31       | 0     |

- Datos: Q227358
- Multimedia: Zsolt Laczkó / Q227358